# 普魯士的威廉明妮 (1774年—1837年)
普魯士的威廉明妮（德語：Friederike Luise Wilhelmine von Preußen，1774年11月18日—1837年10月12日），荷蘭王后，丈夫是荷蘭國王威廉一世。

## 家庭
1791年，威廉明妮與表哥、荷蘭的威廉王子結婚，兩人共有2子2女：
- 威廉二世（1792年—1849年），1840年成為荷蘭國王
- 弗雷德里克王子（1797年—1881年）
- 保琳公主（英语：Princess Pauline of Orange-Nassau）（1800年—1806年），夭折
- 瑪麗安妮公主（1810年—1883年）